# Pulicaria gnaphalodes
Pulicaria gnaphalodes là một loài thực vật có hoa trong họ Cúc. Loài này được (Vent.) Boiss. miêu tả khoa học đầu tiên năm 1846.